# عرسال
عرسال (به عربی: عرسال) یک منطقهٔ مسکونی در لبنان است که در استان بقاع واقع شده‌است.

## خصوصیات
عرسال ۳۱۶٫۹۴ کیلومترمربع مساحت و ۱۰٬۰۰۰ نفر جمعیت دارد و ۱٬۵۵۰ متر بالاتر از سطح دریا واقع شده‌است.